# 왜박주가리
왜박주가리(Tylophora floribunda)는 경기도 광릉과 소요산의 산지에 나는 덩굴성 여러해살이풀이다. 뿌리가 수평으로 퍼지고, 줄기는 가늘고 길며, 잎 표면에만 털이 있다. 잎은 마주나며 삼각상 피침형으로 길이 2.5-8cm, 폭 1-3cm, 끝이 길게 뾰족하고, 잎자루가 있다. 꽃은 검은 자주색, 지름 4-5cm, 잎겨드랑이에 달리고, 대개 꽃차례의 길이가 잎보다 길며, 꽃자루는 길이 4-7mm. 화관은 통부가 짧다. 열매는 골돌이며 수평으로 퍼지고, 좁은 피침형이다.